# Matrimonio di Placidia con Costanzo
Il Matrimonio di Placidia con Costanzo, è un dipinto a olio su tela realizzato indicativamente nel 1740 dal pittore italiano Giambattista Pittoni, e conservato nel museo nazionale Ermitage di San Pietroburgo.
L'opera, proveniente dalla collezione Issupoff viene acquisita dal Museo Ermitage nel 1926. 
Le preziose opere sembrano modelli in piccola scala per grandi opere, ma non è così, Pittoni amava il dettaglio delle piccole opere che sono molto preziose per questo.

## Descrizione
Galla Placidia è la sorella dell'imperatore Onorio e lo sposo il congovernatore Costanzo III, è quindi collegata alla narrazione dell'opera presente al Museo Puskin di Mosca dal titolo "Onorio elegge Costanzo suo cogovernatore".